# Yūki-tsumugi

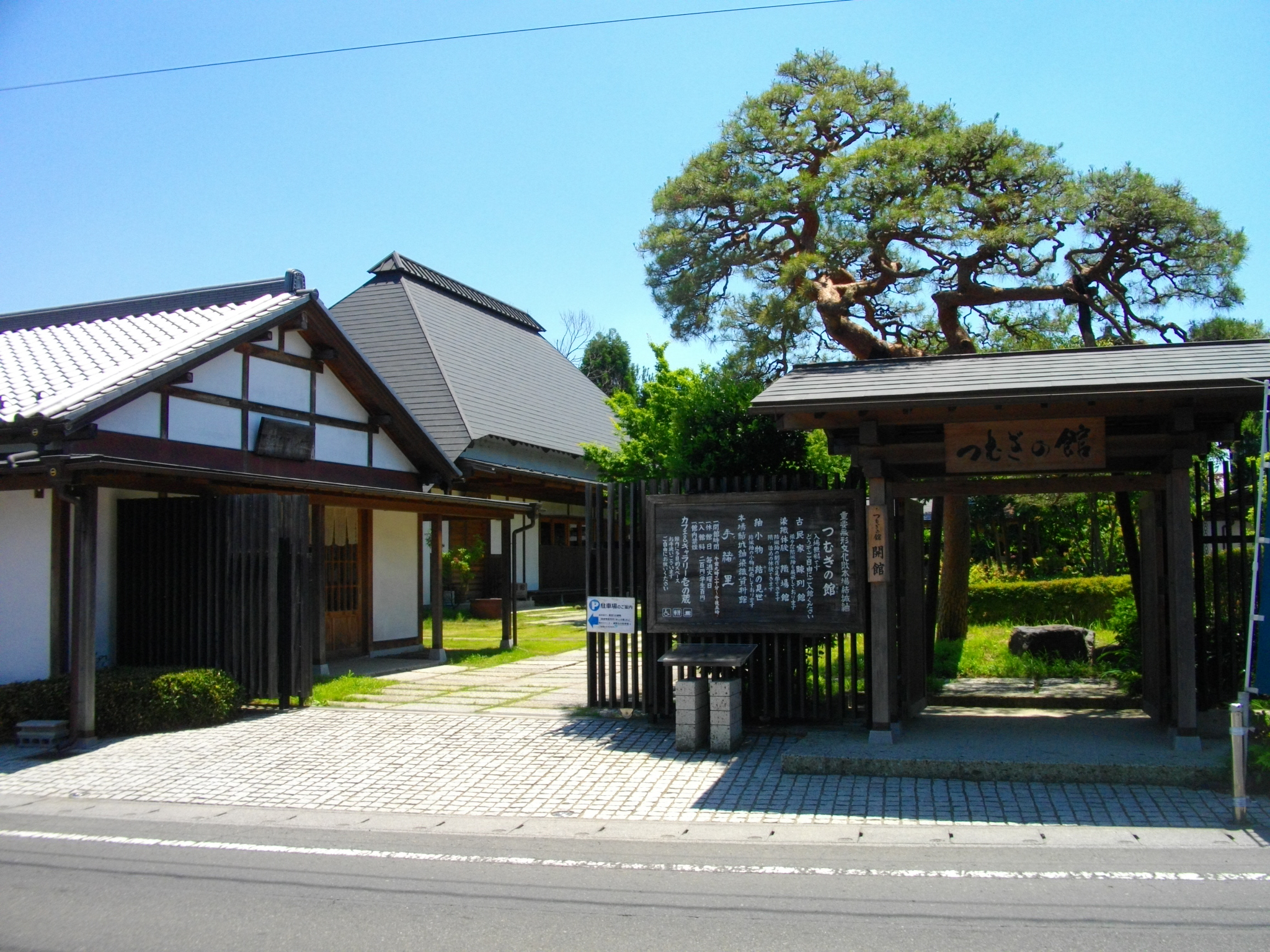
Museo de Historia Honba Yūki–tsumugi en Yūki.

 Yūki-tsumugi (結 城 紬?) es un arte japonés de fabricación de tejido de seda practicada principalmente en torno a Yūki de la prefectura de Ibaraki y sus alrededores, como Oyama de la prefectura de Tochigi. 

## Historia
Desarrollado a partir de técnicas anteriores para producir seda, el nombre Yūki-tsumugi fue adoptado a principios del siglo XVII. En ese entonces, se invitó  tejedores del Castillo Ueda, lo que permitió mejorar la calidad de la técnica utilizada para fabricación del tejido; además este tejido de seda  fue utilizado para ofrecer regalos al Shōgun. La fabricación de este tejido era un trabajo secundario para los granjeros en el período Edo.
En 1956 Yūki-tsumugi fue designado uno de los bienes  culturales intangibles importantes de Japón.
Actualmente artesanos transmiten la técnicas tradicionales Yūki-tsumugi en Yūki, Oyama y sus alrededores, y la Asociación para la Preservación de las Técnicas de Tejido Honba Yūki-tsumugi (本 場 結 城 紬 技術 保持 会) se estableció en 1976 para preservar las técnicas de hilado, teñido y tejido transmitidas de generación en generación en el seno de la comunidad. También esta asociación se encarga de fomentar la transmisión de la técnica yūki-tsumugi mediante los intercambios de informaciones técnicas, la formación de tejedores jóvenes y las demostraciones prácticas de su elaboración.  La escuela de secundaria Yūki Daiichi en la ciudad de Yūki tiene un club Yūki-tsumugi.
En 2010 Yūki-tsumugi fue inscrito en la Lista Representativa del Patrimonio Cultural Inmaterial de la Humanidad de la Unesco.

## Técnica de fabricación
La técnica japonesa de tejido de la seda llamada yūki-tsumugi se practica en las ciudades de Yūki, Oyama y alrededores, situadas a orillas del río Kinu, al norte de Tokio. Esta región se beneficia de un clima templado y de tierras fértiles, dos condiciones ideales para el cultivo de las moreras y la práctica de la sericicultura. La seda se extrae de los capullos de los gusanos de seda. La técnica yūki-tsumugi se utiliza para fabricar la seda pongé (suave), también llamada seda cruda, un textil ligero y cálido, dotado de una flexibilidad y suavidad especiales, que se utiliza tradicionalmente para la confección de kimonos. Su producción comprende varias etapas: hilado a mano del adúcar, confección manual de las madejas, teñido del hilo y tejido de la seda con un telar de cintura. 
El adúcar (material de la capa externa del capullo del gusano de seda, del que se obtiene una seda de menor calidad o finura) del que se extrae el hilo proviene de capullos vacíos o deformados que, de no utilizarse la técnica yūki-tsumugi, serían inutilizables para producir hilo de seda. Este procedimiento de reciclaje tiene una gran importancia, ya que supone un incremento de ingresos para las comunidades locales que practican la sericicultura. 
En el proceso de fabricación el hilo de seda se extrae de los capullos de los gusanos de seda y se hace girar con la mano. Los patrones se añaden por la técnica de teñido por anudamiento, antes de tejer con un telar que se conoce con el nombre de jibata (地 機). La correa alrededor de la cintura del tejedor permite ajustar la tensión del hilo vertical. Puede tomar hasta dos semanas para construir la tela lisa suficiente para una ropa de adulto y hasta cuarenta y cinco días para una tela estampada.